# Nāchīt
Nāchīt (persiska: ناچيت, Nāchīt-e Kūrānlū, ناچيتِ كورانلو) är en ort i Iran.   Den ligger i provinsen Östazarbaijan, i den nordvästra delen av landet, 400 km väster om huvudstaden Teheran. Nāchīt ligger 2 189 meter över havet och antalet invånare är 244.
Terrängen runt Nāchīt är kuperad. Runt Nāchīt är det ganska glesbefolkat, med 47 invånare per kvadratkilometer. Närmaste större samhälle är Davah Tāqī, 17,0 km nordost om Nāchīt. Trakten runt Nāchīt består i huvudsak av gräsmarker.